# علي عبد المطلب الطائي
علي عبد المطلب عويد حسان الطائي هو مواطن عراقي اعتقل خارج نطاق القانون في معتقل غوانتانامو الأمريكي في كوبا.
رقم الاعتقال التسلسلي الخاص به كان 111، ولد في بغداد بالعراق. تم إطلاق سراحه وعاد إلى العراق في 17  يناير 2009 بعد أكثر من سبع سنوات دون توجيه تهم لهم.

## التقارير الصحفية
قالت أسوشيتد برس أنه كان يعمل ميكانيكي، وكان قد سجن من قبل نظام صدام حسين.
وذكرت صحيفة «ويكلي ستاندارد» مقتطفات واسعة من شهادة الطائي التي عُرِضَت خلال المحاكمة، حيث يصف تاريخ طويل من الهجرة من بلد إلى بلد في الشرق الأوسط، حتى عمل في النهاية كسائق لدى طالبان في أفغانستان.

## ترحيله
تم ترحيل ستة أسرى في أواخر يناير 2009، منهم أفغاني وأربعة عراقيين هم:  حسن عبد الله سعيد، وعلي عبد المطلب الطائي، وعباس النايلي، وأركان الكريم.